# Campionat del món de ciclisme en pista de 1930
El Campionat Mundial de Ciclisme en Pista de 1930 es va celebrar a Brussel·les (Bèlgica) del 24 al 30 d'agost de 1930.
Les competicions es van celebrar a l'Estadi del Jubileu a Brussel·les. En total es va competir en 3 disciplines, 2 de professionals i 1 d'amateurs.

## Resultats

### Professional
| Prova                | Or                      | Argent                        | Bronze                  |
| Velocitat individual | Lucien Michard · França | Piet Moeskops · Països Baixos | Orlando Piani · Itàlia  |
| Darrere moto         | Erich Möller · Alemanya | Georges Paillard · França     | Robert Grassin · França |

#### Amateur
| Prova                | Or                      | Argent                     | Bronze                    |
| Velocitat individual | Louis Gérardin · França | Sydney Cozens · Regne Unit | Bruno Pellizzari · Itàlia |

## Medaller
| Pos. | País          | Or | Plata | Bronze | Total |
| 1    | França        | 2  | 1     | 1      | 4     |
| 2    | Alemanya      | 1  | 0     | 0      | 1     |
| 3    | Regne Unit    | 0  | 1     | 0      | 1     |
| -    | Països Baixos | 0  | 1     | 0      | 1     |
| 5    | Itàlia        | 0  | 0     | 2      | 2     |